# Richard Klophaus
Richard Klophaus (* 20. September 1965 in Hamm) ist ein deutscher Ökonom und Professor für Allgemeine Betriebswirtschaftslehre, Verkehrswirtschaft und Logistik an der Hochschule Worms.

## Leben
Er studierte an der Universität Mannheim und der Schulich School of Business, Toronto. Nach der Promotion arbeitete er zunächst bei der Deutschen Lufthansa AG. Danach war er neun Jahre an der Fachhochschule Trier als Professor tätig. Klophaus war Gastprofessor am Center for Transportation Studies der University of British Columbia, Vancouver, und erhielt Rufe an die Hochschulen in Trier (2000), Worms (2006, abgelehnt) und Saarbrücken (2009, abgelehnt). Seit 2009 ist er Professor für Allgemeine Betriebswirtschaftslehre, Verkehrswirtschaft und Logistik an der Hochschule Worms, Fachbereich Touristik/Verkehrswesen. Neben seiner Hochschultätigkeit ist er als Vorstand und Sprecher des Zentrums für Recht und Wirtschaft des Luftverkehrs (ZFL) tätig.
Klophaus beschäftigt sich mit volks- und betriebswirtschaftlichen Fragen des Luftverkehrs.
Er ist Mitglied des Editorial Boards des „International Journal of Revenue Management“, der Deutschen Verkehrswissenschaftlichen Gesellschaft (DVWG), der German Aviation Research Society (G.A.R.S.), der Aktionsgemeinschaft luft- und raumfahrtorientierter Unternehmen in Deutschland (ALROUND), der Arbeitsgruppe Flugplatzkonversion des Landes Rheinland-Pfalz, der Air Transport Research Society (ATRS), der World Conference on Transport Research Society (WCTRS), Partner der Interessengemeinschaft der regionalen Flugplätze (IDRF) sowie Fellow of the Network for Aviation Research and Policy in the Netherlands (Airneth).
Er ist verheiratet und hat drei Kinder.